# Пукетуту
Пукетуту (англ. Puketutu Island) — остров в Новой Зеландии. Административно входит в регион Окленд.

## География
Пукетуту представляет собой небольшой остров, расположенный в бухте Манукау, в непосредственной близости от населённого пункта Мангере. Отделён от острова Северный, с которым соединён двумя мостами, приливным устьем.
С точки зрения геологии, Пукетуту представляет собой один из 48 небольших базальтовых вулканов в Оклендской вулканической области, который изначально имел пять шлаковых конусов, три из которых были уничтожены в ходе горной разработки в середине XX века. Последнее вулканическое извержение, предположительно, произошло около 29 тысяч лет назад.

## История
Коренными жителями острова являются представители новозеландского народа маори, подтверждением чему служат многочисленные археологические находки, в том числе фортификационные сооружения, или па. Согласно местным легендам, Пукетуту в древности считался владением племени маруиви. Однако около XIV века он перешёл под контроль племени нга-охо.
Хотя наиболее распространённым названием острова считается Пукетуту, более древним является название Моту-о-хиароа (маори Motu-o-hiaroa), что в переводе с языка маори означает «остров долгожданного». Современное название переводится как «холм дерева кохе».
Около 1752 года па острова в ходе битвы между соседними племенами было разрушено, а местное население было эвакуировано. В 1845 году на Пукетуту произошло ещё одно сражение, но уже между маори и европейцами в ходе Новозеландских земельных войн. Победу одержали последние.
В 1948 году Пукетуту был выкуплен у маори европейцем Генри Уикисом. Впоследствии владельцы острова много раз сменялись, и в 1991 году Пукетуту перешёл под управление The Sir Henry J Kelliher Charitable Trust, а в 2009 году — Kelliher Charitable Trust. Остров является популярным местом отдыха для жителей соседнего Окленда.